# Dreisesselberg (Bayerischer Wald)
Der Dreisesselberg (tschechisch Třístoličník) ist ein 1333 m ü. NHN hoher Berg im Bayerischen Wald in Bayern in Deutschland.

## Geographische Lage
Der Dreisesselberg befindet sich im Landkreis Freyung-Grafenau im östlichen Teil Niederbayerns. Er erhebt sich südöstlich der Gemeinde Haidmühle und nordöstlich der Gemeinde Neureichenau. Über den Berg verläuft die Elbe-Donau-Wasserscheide.  An seinem nordöstlichen Fuße beginnt an der Světlá der Schwarzenbergsche Schwemmkanal.
Die Grenze zu Tschechien verläuft rund 370 m südöstlich am Gipfel des Dreisesselbergs vorbei, das nahe dem Berg Plöckenstein gelegene Dreiländereck Deutschland-Österreich-Tschechien befindet sich rund 3 km südöstlich des Dreisesselbergs (Entfernungen jeweils Luftlinie).

## Beschreibung
An der höchsten Stelle des Dreisesselbergs, Hochstein genannt, befindet sich ein markanter Granitfels mit Gipfelkreuz. Direkt unterhalb des Gipfels steht die Bischof-Neumann-Kapelle, die im Jahre 1980 dem aus dem nahegelegenen Prachatitz stammenden Johann Nepomuk Neumann geweiht wurde. Auf dem einst stark bewaldeten Gipfelbereich starben infolge Borkenkäferbefalls die Fichten großflächig ab, die als Totholz noch weiter auf der Fläche stehen und das Bild dominieren. Aufkommende Naturverjüngung verdrängt dieses Totholzbild aber bereits wieder.
Ungefähr 450 Meter (Luftlinie) südlich des Dreisesselberggipfels befindet sich der Dreisesselfels, drei bizarre Granitfelsen, die aus kissenartig geformten Felsblöcken der so genannten Wollsackverwitterung bestehen. Direkt nördlich dieser Felsgruppe steht das Dreisesselhaus (1312 m ü. NHN) mit dem bewirtschafteten Berggasthof Dreisessel. Wenige Meter östlich verläuft die deutsch-tschechische Grenze.
Bis zum Dreisesselhaus führt die öffentliche Dreisesselstraße, weswegen der Dreisesselberg oftmals stark frequentiert ist. Es führen aber auch markierte Wanderwege aus sämtlichen Richtungen, beispielsweise von der Kreuzbachklause, von Haidmühle-Frauenberg oder dem tschechischen Nové Údolí auf den Berg.

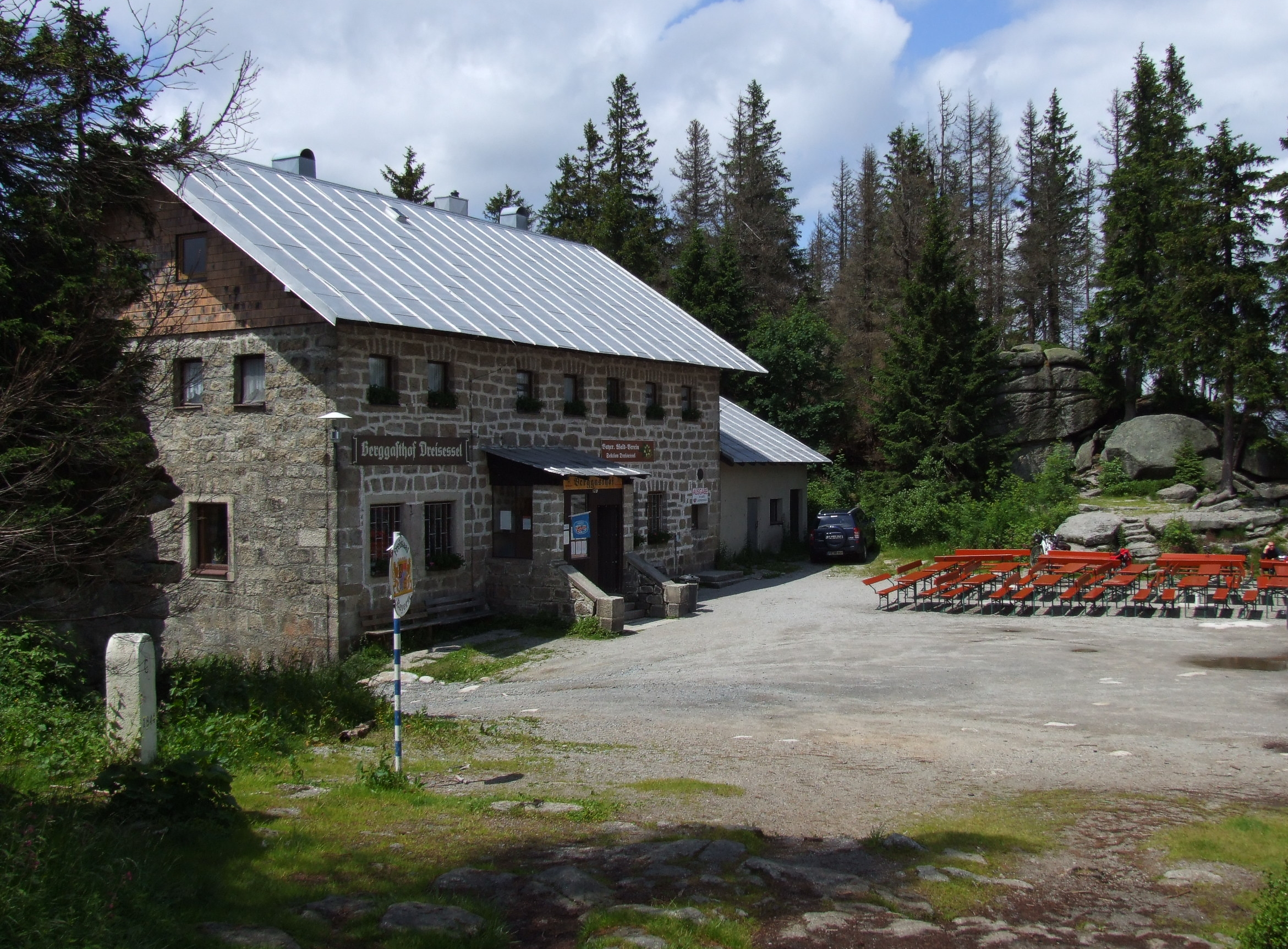
Gipfelhaus auf dem Dreisessel

Am Westausläufer des Dreisesselbergs, dem Habergrasberg (1235 m ü. NHN), befand sich der Dreisessel-Schlepplift, ein Skilift mit Talstation in Haidmühle-Frauenberg. Der von der Firma Heuss errichtete Schlepplift war bis zu seiner Stilllegung in der Saison 2015/16 der längste Skilift im Bayerischen Wald. Auf dem Dreisesselberg befindet sich auf bayerischer Seite ein Naturschutzgebiet mit einer Größe von ca. 270 Hektar. Die Teile des Osthangs auf tschechischem Gebiet gehören zum Nationalpark Šumava (Böhmerwald).
Vom Dreisesselberg führt der Höhenzug Hochkamm über den Bayerischen Plöckenstein (1365 m ü. NHN) und über das Dreiländereck Deutschland-Österreich-Tschechien (1321 m) zum an der österreichisch-tschechischen Grenze gelegenen Hauptgipfel des Plöckensteins (1378,3 m). Er verläuft entlang der deutsch-tschechischen Grenze und danach weiter entlang der österreichisch-tschechischen Grenze. Wenig unterhalb davon befindet sich auf tschechischem Gebiet der Plöckensteiner See, der südlichste Glazialsee des Böhmerwaldes.

## Gipfelklippen am Dreisesselberg
Die Gipfelklippen mit den Graniten am Dreisessel sind vom Bayerischen Landesamt für Umwelt (LfU) als geowissenschaftlich wertvolles Geotop (Geotop-Nummer: 272R024) ausgewiesen. Es wurde auch vom LfU mit dem offiziellen Gütesiegel Bayerns schönste Geotope ausgezeichnet.

## Geschichte
Gemäß einer Sage, die auch Adalbert Stifter in seinem Hochwald erzählt, sollen sich einst die Könige von Bayern, Böhmen und Österreich auf dem Gipfel des Dreisesselbergs versammelt haben, um über die Grenzen ihrer Herrschaftsbereiche zu verhandeln. In Wirklichkeit kam der Name „Dreisessel“ erst im 17. Jahrhundert in Gebrauch, zunächst für die auffällige Felsgruppe auf dem Gipfel, bald aber für den ganzen Berg. Der genaue Grenzverlauf wurde erst 1765 zwischen dem Hochstift Passau und dem Erzherzogtum Österreich verbindlich festgelegt und 1767 vermessen.
Adalbert Stifter setzte dem Dreisesselberg außer in der Erzählung Hochwald in seinem letzten Roman, Witiko, und in seiner letzten Erzählung, Aus dem baierischen Walde (beide 1867), ein literarisches Denkmal. Seinen Berichten zufolge war der Dreisesselberg damals bereits ein vielbesuchtes Ziel von Wanderern. Schon 1888 ließ die Sektion Dreisessel des Bayerischen Wald-Vereins das erste Schutzhaus errichten. Neben diesem entstand 1913 der heutige Berggasthof Dreisesselberg, der in den 1960er Jahren modernisiert wurde.

## Bildergalerie

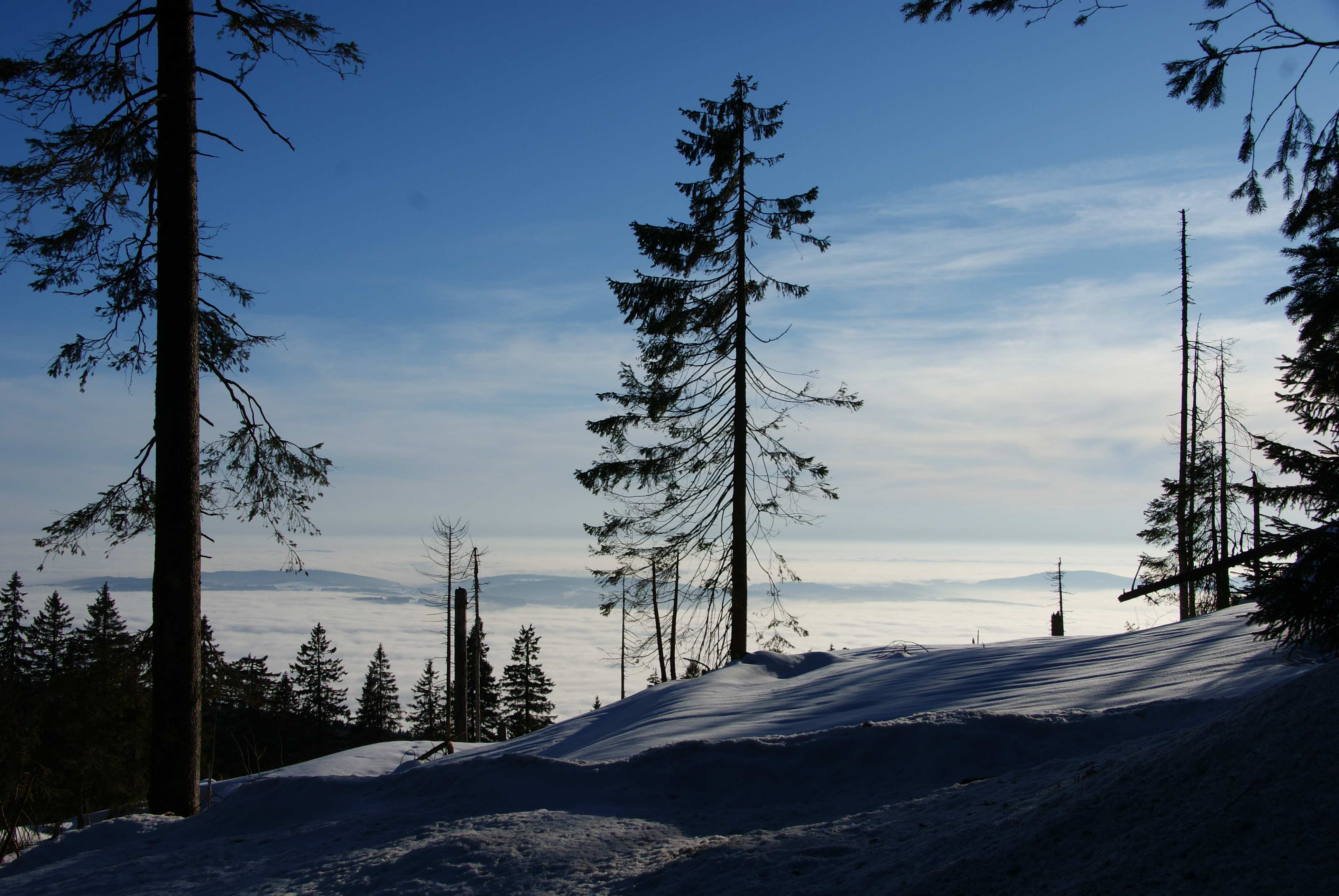
Blick nach Südwesten auf das Nebelmeer im Tal
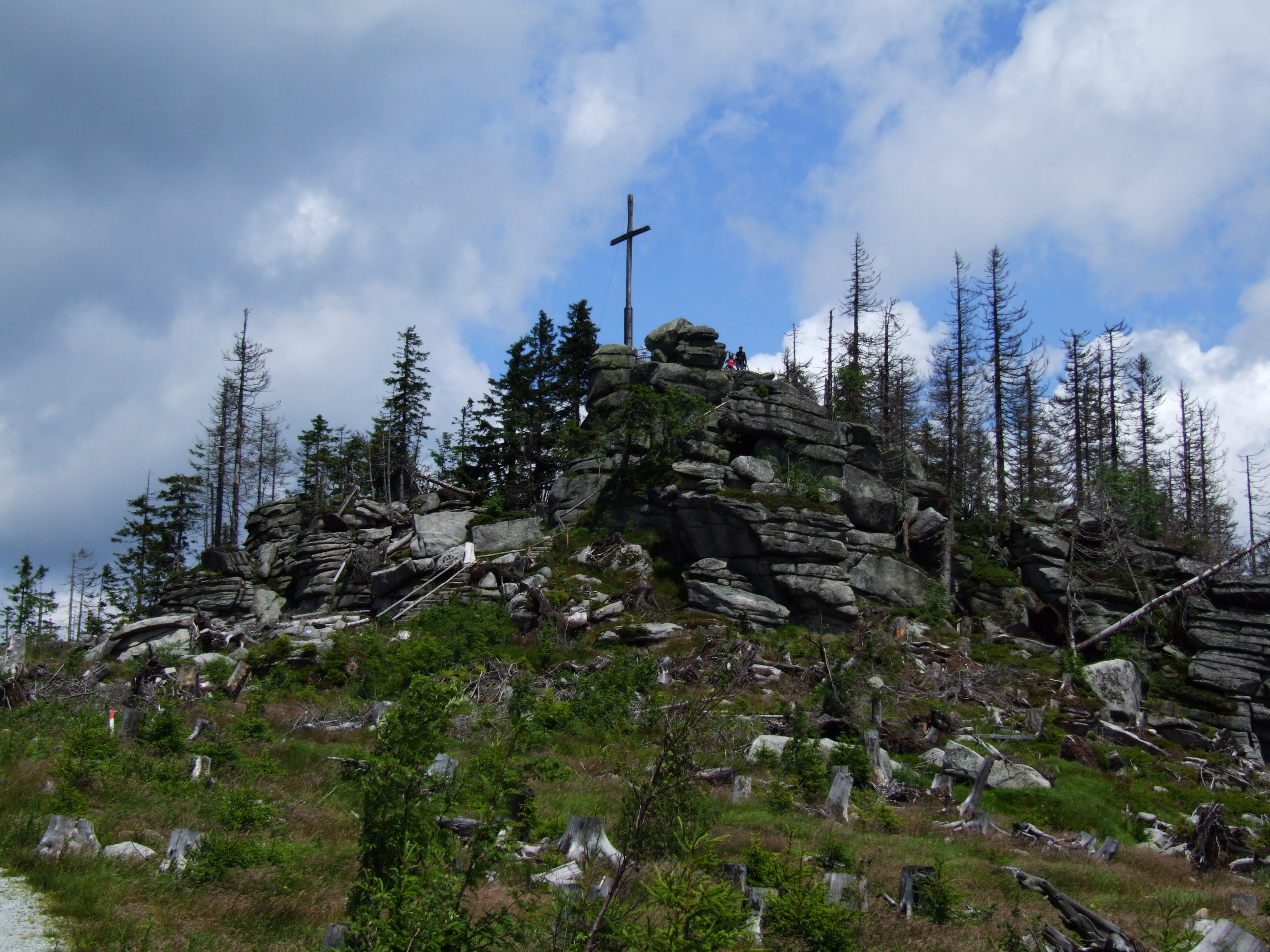
Gipfelkreuz des Hochsteins
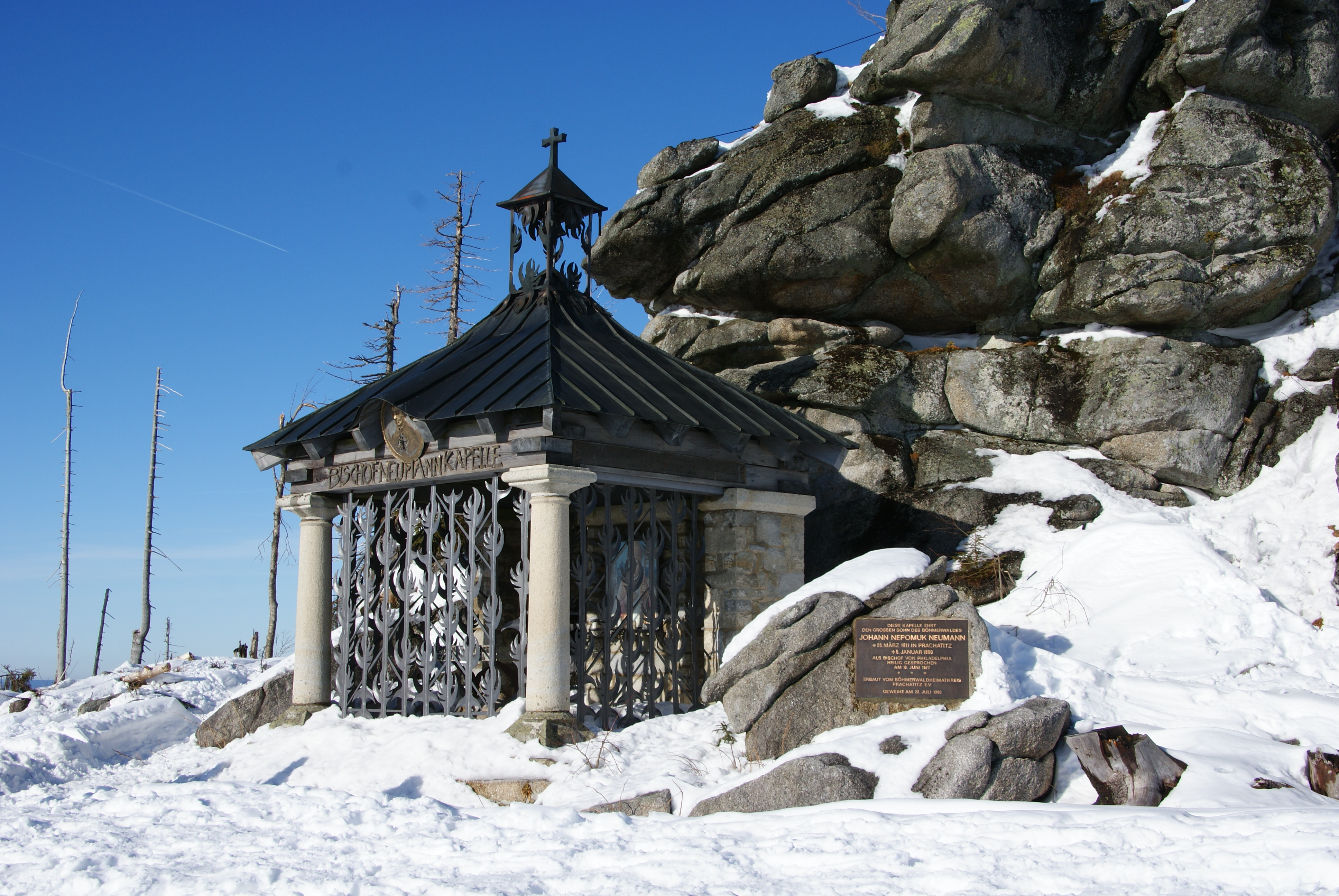
Bischof-Neumann-Kapelle
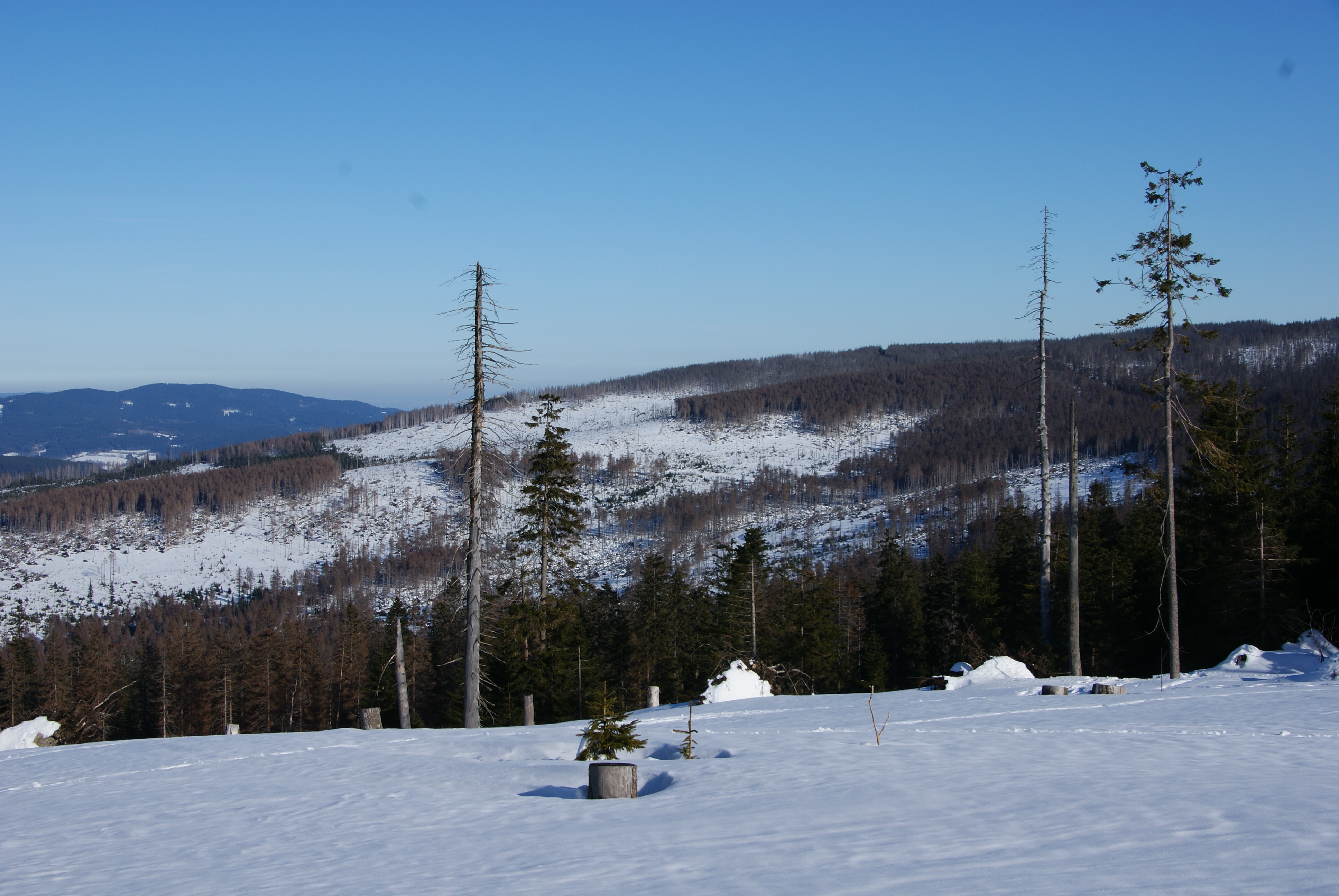
Blick nach Südosten auf den vom Borkenkäfer geschädigten Wald
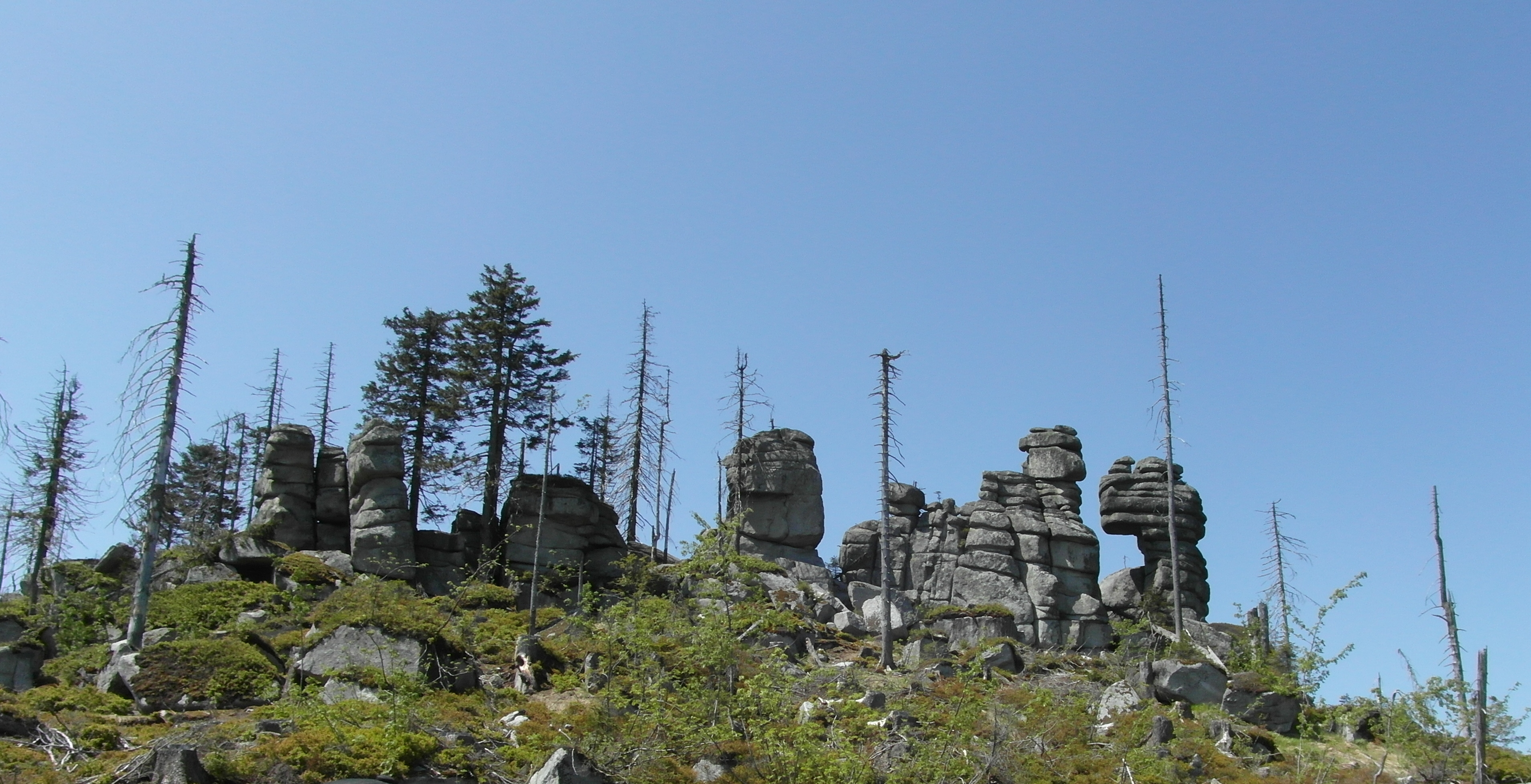
Gesteinsformationen am Dreisesselberg
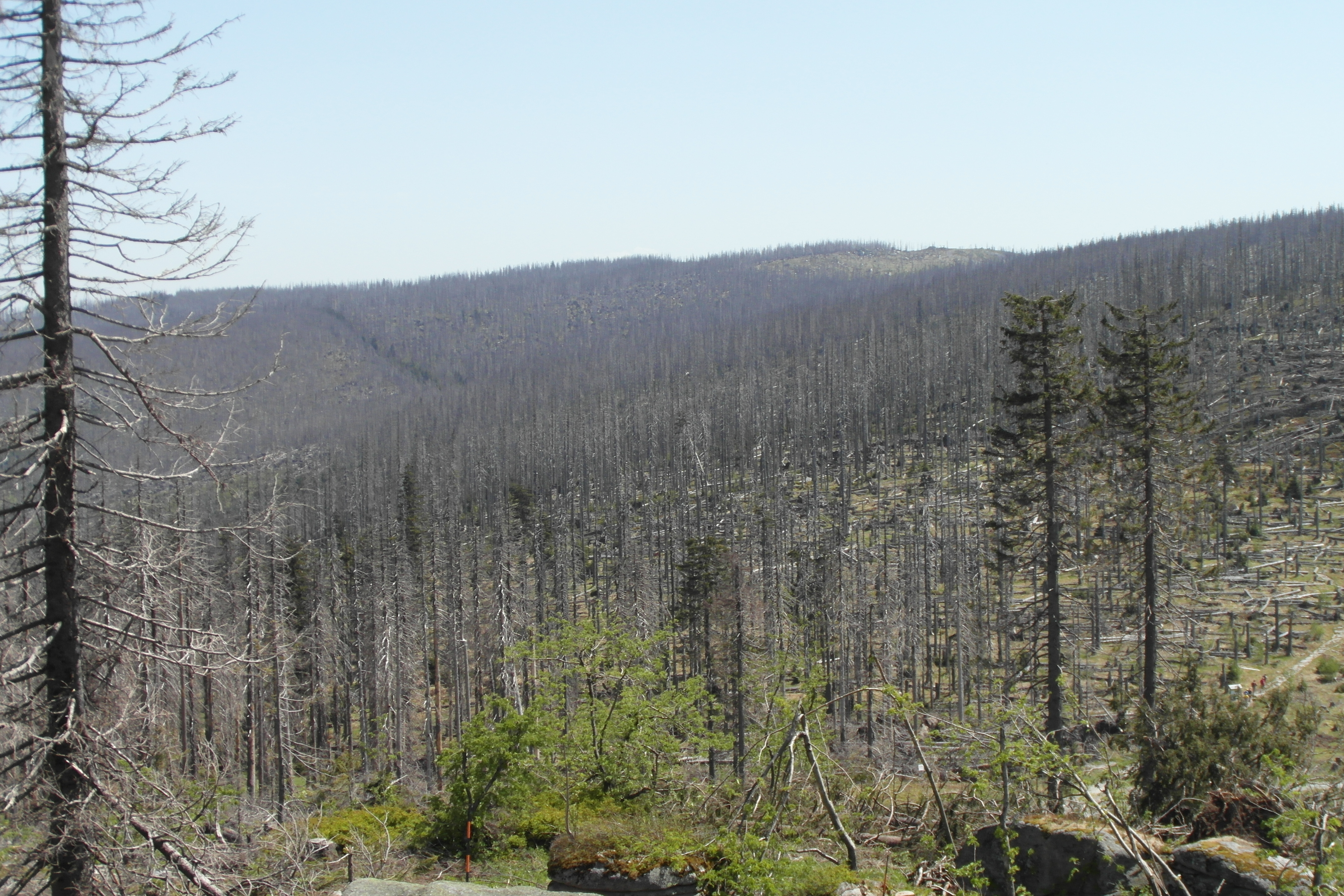
Blick auf die tschechische Seite des Dreisesselberges